# Jean Ier de Bavière
Pour les articles homonymes, voir Jean Ier.
Jean Ier (29 novembre 1329 – 20 décembre 1340), dit « l'Enfant » (das Kind), est un duc de Basse-Bavière de la Maison de Wittelsbach. Fils de Henri XIV, il règne de 1339 à sa mort, à l'âge de onze ans. Après lui, la Basse-Bavière revient à Louis IV de Haute-Bavière, qui réunifie ainsi le duché de Bavière.